# Medalha Gmelin-Beilstein
A Medalha Gmelin-Beilstein (em alemão:  Gmelin-Beilstein-Denkmünze) é um prêmio da Sociedade Alemã de Química para pessoas por méritos sobre a história da química, literatura química ou quimioinformática. Consiste em uma medalha de prata e um montante em dinheiro perfazendo 7.500 euros, concedida a primeira vez em 1954 e patrocinada pela Hoechst AG. É denominada em memória de Leopold Gmelin e Friedrich Konrad Beilstein, conhecidos por seus livros.

## Laureados[1]
- 1954 Paul Walden, Maximilian Pflücke
- 1956 Friedrich Richter
- 1958 Wilhelm Foerst
- 1962 Erich Pietsch
- 1965 Jean Baptiste Gillis
- 1966 Eduard Kreuzhage
- 1973 Werner Schultheis
- 1976 Hans Rudolf Christen
- 1977 Günter Kresze
- 1980 Margot Becke-Goehring
- 1981 Fred A. Tate
- 1983 Robert Fugmann, Ernst Meyer
- 1987 Jürgen Schaafhausen
- 1988 Gerd M. Ahrenholz
- 1990 Christian Weiske
- 1991 Johann Gasteiger
- 1995 Christoph Meinel
- 2000 Peter Gölitz
- 2002 Ursula Schoch-Grübler
- 2005 Ute Deichmann
- 2007 Olga Kennard
- 2010 Jürgen Gmehling
- 2012 Engelbert Zaß
- 2014 Henning Hopf
- 2016 Joe Richmond[2]